# 郑州绿地会展城
郑州绿地会展城位于郑州航空港经济综合实验区东部，分为会展中心与配套服务两部分，德国GMP建筑事务所设计，总占地面积3900亩，总规划面积100万平米，总投资额270亿元，会展城将成为航空港区地标性建筑。2014年12月30日工程奠基，项目全部建成后规模将位列全国前三位。

## 简介
按照规划，会展城项目包括1个共享大厅、12个大型展馆、4个室外展场。可承办大型展会、航空港展、机械展等。
项目一期建设规模为40万平米，投资50亿元，预计两年后建成。

## 交通
郑州地铁2号线将延伸至新郑机场和郑州高铁南站，其他几条地铁线也规划经过航空港区。经过此会展中心的港区会展站也已在2022年6月20日随城郊线二期工程通车而启用。